# El sí de las niñas

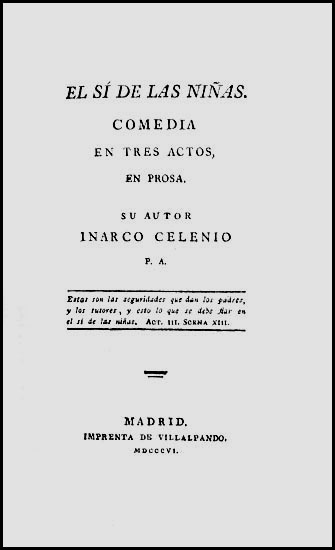
Portada de la edición príncipe de El sí de las niñas (Madrid, Imprenta de Villafranca, 1806).

El sí de las niñas es una obra teatral de Leandro Fernández de Moratín, estrenada el 24 de enero de 1806 en Madrid, España, y representada hasta la Cuaresma de ese mismo año.
Se trata de una comedia en prosa dividida en tres actos que llegó a ser prohibida por la Inquisición.

## Estreno y reacciones
Leandro Fernández de Moratín escribió El sí de las niñas en 1801.  Era la primera obra que escribía después de La comedia nueva, pues tanto El barón como La mojigata, estrenadas más tarde que aquella, fueron escritas a finales de los años 80. Moratín tardó varios años en estrenarla. Dio a la escena sus producciones anteriores, y sólo después se decidió a publicar, en 1806, El sí de las niñas. Durante el mes de enero de 1806 ensaya la comedia con la compañía del Teatro de la Cruz. El día 24 de enero de 1806 se produce el estreno. El sí de las niñas no fue solamente un sonoro éxito de público: fue la obra de mayor aceptación de su tiempo y casi con seguridad el mayor acontecimiento teatral de todo el siglo. La obra se mantuvo en representación durante veintiséis días seguidos y atrajo a más de 37.000 espectadores, cifra equivalente a la cuarta parte de la población adulta de Madrid. Al éxito en las tablas se sumó el editorial. A las cuatro ediciones de 1806 hay que sumar la de 1805, que, al parecer, no fue la única de aquel año.
El éxito sin precedentes de El sí de las niñas supuso, paradójicamente, el abandono de la escena por parte de su autor. Los únicos textos que Moratín daría a la escena serían dos adaptaciones de obras del francés Molière: La escuela de los maridos y El médico a palos. El sí de las niñas, sin embargo, seguía levantando odios y entusiasmos por su mensaje claramente inspirado en la Ilustración y en un llamado a que la autoridad actúe conforme a los dictados racionalistas. En 1815, con la restauración del rey Fernando VII, la Inquisición española encontró motivos suficientes para prohibir esta comedia y La mojigata. La prohibición se renovó en 1823, de modo que durante cerca de veinte años los españoles se vieron privados de ver en escena la obra maestra de Moratín. Cuando se levantó la prohibición y la obra pudo volver a estrenarse, en 1838, lo hizo inclusive con cortes debidos a la censura.

## Resumen
Doña Francisca, muchacha de 16 años cuando empieza la obra  en un convento, está prometida en matrimonio con Don Diego, de 59 años, por deseo de su madre Doña Irene. La prometida, en realidad, está enamorada del soldado Don Carlos. Rita, criada de Francisca, los ayuda para que puedan estar juntos y Don Carlos anule el casamiento de Francisca y Don Diego, al que la joven se siente obligada por obedecer a su reverenda madre. Al final de esta gran obra Doña Francisca y Don Carlos, pudieron estar juntos y se solucionaron todos los problemas.

## Características
Las principales características de esta obra son las mismas que las postuladas para el teatro de la Ilustración: unidad perfecta de tiempo, por cuanto el tiempo de la acción coincide exactamente con el tiempo de la representación, y el tiempo no representado transcurre en los intervalos. No menos importancia tiene la unidad de lugar: toda la acción sucede en la sala de paso en una posada de Alcalá de Henares. 
En El sí de las niñas, 
Moratín deja  definitivamente el verso. La comedia nueva cristaliza en una pieza que profundiza en los encuentros de la anterior.
El carácter de la obra es didáctico como corresponde al teatro del Neoclasicismo, plantea un problema cotidiano y desprende una enseñanza conforme a los dictados de la razón, ya que su fin es criticar la autoridad que ejercen los padres sobre sus hijas respecto al matrimonio, obligándolas a tomar por marido al mejor partido financiero. Esta obra adelanta la igualdad de la mujer en la sociedad, animando pues, a rectificar las costumbres y tradiciones de su tiempo.
Los matrimonios por conveniencia entre mujeres jóvenes y hombres maduros no eran del agrado de los pensadores de la Ilustración (a los cuales se adhiere Moratín) por dos importantes razones:
- Una de tipo moral, ya que en ellos faltaba el amor como vínculo que potencia la verdadera cohesión de la pareja.

- La otra afectaba al crecimiento demográfico, porque estos matrimonios solían tener poca o ninguna descendencia a causa de la mayor edad del marido. Esto se ve en la obra cuando Irene, que se casó con hombres mayores, dice que tuvo 22 hijos y solo una vivió.

Hay que tener muy en cuenta que Moratín nunca fue un revolucionario, sino un reformista que pensaba que una situación injusta debía dar paso a otra justa a través de cambios mesurados, y jamás por actos de subversión contra la autoridad. Por ello los dos jóvenes amantes, don Carlos y doña Paquita siempre se muestran dispuestos a cumplir los deseos de sus mayores; sólo don Diego, con su autoridad, será quien aplique la solución más razonable al conflicto planteado al rechazar la opción de casarse con doña Paquita (por la gran diferencia de edad con la joven) y acepte en enlace de esta con don Carlos (favoreciendo un matrimonio por amor en vez de uno por interés). Casalduero dice que don Diego impone a la vida la pauta de la razón. Para H. Higashitani, lo que Moratín quiso decir con esta obra es que los que actúan por la recta razón dominando la ebullición de la pasión acaban consiguiendo la felicidad.

## Antecedentes
André Vézinet encontraba similitudes en El sí de las niñas con la obra en un acto de Molière, L’école des femmes, pero José Francisco Gatti descubrió su verdadera fuente en L'école des mères (1732) de Marivaux, obra que además ya había refundido Ramón de la Cruz en su El viejo burlado o Lo que son criados (1770); Moratín conocía el original directamente, pero su obra sigue siendo del todo original; es más, ya había escrito otra obra de la misma temática, El viejo y la niña. El tema era frecuente: trama parecida presenta The Irish Widow (1772) de David Garrick, el famoso actor inglés, cuya obra había sido traducida casi inmediatamente en endecasílabos españoles y publicada en Barcelona alrededor de 1775 por Carles Gibert i Tutò. Luego lo convertirán en la zarzuela Doña Francisquita Federico Romero y Guillermo Fernández-Shaw.

## Personajes
La obra posee pocos personajes ya que la acción ocurre en un mismo lugar y en muy poco tiempo, estos son:
- Don Carlos es el sobrino de don Diego. Contrasta su valor en la batalla y su timidez ante su tío don Diego. Es un joven apasionado y valiente que se ve obligado a someter su amor al deber filial. Paquita se refiere a él como don Félix, ya que él así se presentó ante ella cuando se conocieron.
- Paquita o doña Francisca no es capaz de demostrar sentimientos por su educación y esto la llevará a arriesgar el amor que siente por don Carlos.
- Don Diego, de 59 años de edad y tío de don Carlos, es el personaje que desencadena la acción porque está comprometido con doña Paquita, mucho más joven que él. Se le puede considerar el verdadero protagonista de la obra y representante de la razón.
- Doña Irene, madre de doña Paquita, representa un personaje que refleja la autoridad de los padres de la época sobre sus hijos, exigiendo a su hija que se case con el adinerado don Diego a pesar de no conocerlo en persona.
- Rita es la criada de doña Francisca. Ayuda a llevar a cabo la relación entre don Carlos y Paquita.
- Simón es el criado de don Diego.
- Calamocha es el criado de don Carlos. Le echa piropos a Rita.

## Representaciones
Estrenada el 24 de enero de 1806 en el Teatro de la Cruz de Madrid, con interpretación de Josefa Virge (Doña Francisca), Andrés Prieto (Don Diego) y María Ribera (Doña Irene)
En el siglo XX, en el ámbito profesional destacan la representación de 1948 dirigida por Cayetano Luca de Tena e interpretada por Aurora Bautista, Julia Delgado Caro, Pilar Sala, José Rivero y Enrique Guitart; y la de 1969, con dirección de Miguel Narros e interpretación de Guillermo Marín, Ana Belén, Luchy Soto y Mari Carmen Prendes. Ambas fueron en el Teatro Español de Madrid

## Valores
Todos los personajes de la obra forman un «ensamble» o conjunto armónico, en que ninguno de ellos resalta sobre los demás. Los caracteres de esta comedia poseen una dimensión universal. En este sentido, Casalduero dice que «los personajes de Moratín son medidas estrictamente humanas, de una humanidad que no se individualiza, sino que se generaliza». Pero, doña Irene es quien de manera más visible encarna los defectos que Moratín se propone criticar; es una mujer ignorante, habladora, exagerada, egoísta y ello le lleva a concertar el matrimonio de su hija sin pensar en ningún momento en la felicidad de esta. Por el contrario, don Diego y su sobrino se rigen por la bondad y la buena fe en sus acciones.